# Taika
Taika (jap. 大化 wielka zmiana) – nazwa ery w Japonii (645–650), a także reform przeprowadzonych w tym okresie. Pierwsza era japońska. 
Po zamachu stanu w 645 roku, w którego wyniku zginął Iruka Soga, wnuk Umako Soga, cesarzowa Kōgyoku abdykowała i zakończyła się hegemonia rodu Soga. Na tron cesarski wstąpił Kōtoku, a jego następcą został Tenji. 
Rozpoczęto reformy, które nazwano Taika-no kaishin (jap. 大化の改新 reformy ery Taika), które realizowano przez kilkadziesiąt lat. Według Nihon-shoki, wydany przez cesarza w 646 roku edykt o reformie składał się z czterech artykułów. Głównym celem reform było zniesienie autonomii rodów i wprowadzenie absolutnej władzy cesarza, polegającej na kontroli nad ziemią i ludem. Ziemia stała się własnością cesarza, który wszystkim Japończykom przydzielał działki uprawne (system nadziału ziemi, arch. handen-sei). Podatki od nadziału miały być źródłem utrzymania rodziny cesarskiej, dworu i administracji.

## Edykt o reformie Wielkiej Zmiany
Edykt o reformie Wielkiej Zmiany (jap. 大化の改新の詔 Taika no kaishin no mikotonori) składał się z następujących artykułów:
1. Zapowiedź zniesienia rodowej własności ziemi, rodowej własności magazynów ryżowych, kontroli nad ugrupowaniami zawodowymi (jap. 部 be) przez arystokrację rodową.
2. Zapowiedź zbudowania stałej stolicy, wprowadzenia podziału terytorialnego niezależnego od dotychczasowych posiadłości rodowych, ustalenia służb drogowych, przejść górskich, przepraw przez rzeki, zbudowania fortyfikacji granicznych.
3. Dotyczył rejestrów ludności i nadziałów ziemi.
4. Zapowiedź obalenia dotychczasowego systemu danin i pracy przymusowej na rzecz arystokracji rodowej i wprowadzenia na to miejsce podatku od ziemi uprawnej, pobieranego od poszczególnych rodzin i przekazywanego cesarzowi.

## Wydarzenia ery Taika
1. rok ery Taika (645)
- Wydanie rozkazu sporządzenia rejestru zarządców wschodnich prowincji i kontroli pól ryżowych.
- Z rozkazu księcia Naka no Ōe zamordowano Iruka Soga oraz członków głównej linii rodu Soga (incydent Isshi).
- Przeniesiono pałac cesarski do Naniwa Nagara Toyosaki.

2. rok ery Taika (646)
- Ukazał się edykt o reformie Wielkiej Zmiany.

3. rok ery Taika (647)
- Wprowadzono system rang urzędniczych składający się z 7 barw i 13 stopni.

4. rok ery Taika (648)
- Wzniesiono Iwafunesaku.

5. rok ery Taika (649)
- Wprowadzono system rang urzędniczych składający się z 19 stopni.
- 15 maja Maro Ishikawa Yamada Kura Soga popełnił samobójstwo w świątyni Yamada.